# Mathieu Ngudjolo Chui
Mathieu Ngudjolo Chui (né le 8 octobre 1970 à Bunia, en  république démocratique du  Congo (RDC)) est un colonel des Forces armées de la république démocratique du Congo et ancien commandant en chef du Front des nationalistes intégrationnistes (FNI) et de la Force de résistance patriotique de l'Ituri (FRPI).
Le 6 février 2008, il est arrêté par les autorités congolaises et remis à la Cour pénale internationale (CPI) afin qu'il soit jugé pour sept chefs d'accusations de crimes de guerre et trois chefs d'accusations de crimes contre l'humanité. Les accusations portent nottament sur des meurtres, des violences sexuelles à l'égard des femmes et l'enrôlement d'enfants-soldats âgés de moins de quinze ans. En décembre 2012,  il est acquitté de toutes ces charges par le juge Bruno Cotte, la cour estimant que l’accusation n’a pas prouvé au-delà de tout doute raisonnable sa responsabilité dans les crimes commis lors de l’attaque de Bogoro. Une décision qui a suscité des critiques envers la CPI,. Le 27 février 2015, cette décision est confirmée en appel.

## Vie personnelle
Mathieu Ngudjolo Chui est né le 8 octobre 1970 à Bunia, dans la province  d'Ituri au nord-est de la République démocratique du  Congo (RDC). Il est  considéré comme appartenant à l'ethnie Lendu et parle lingala, français, swahili et kilendu. Il est marié à Semaka Lemi et a deux enfants.

## Procédure devant la CPI
La Cour pénale internationale (CPI) délivre un mandat d'arrêt contre Mathieu Ngudjolo Chui le 6 juillet 2007. La république démocratique du Congo (RDC) procède à son arrestation le 6 février 2008, et il est  transféré à La Haye le jour suivant son arrestation. 
Il est accusé de sept chefs de crimes de guerres, notamment pour avoir fait participer des enfants de moins de 15 ans à des hostilités, ainsi que de trois chefs de crimes contre l'humanité, incluant le viol et esclavage sexuel. Ces crimes auraient été commis dans le cadre du conflit en Ituri lors de l'attaque contre le village de Bogoro en février 2003. 
Le procès de Mathieu Ngudjolo Chui débute le 24 novembre 2009 et se s'achève par son acquittement le 18 décembre 2012. Cette décision est rendue à l'unanimité par les trois juges qui composent la Chambre. Le juge président Bruno Cotte déclare alors ne pas posséder assez de preuves pour attester, au-delà de tout doute raisonnable, que Ngudjolo était le commandant en chef des combattants lors de l'attaque contre Bogoro, et donc qu'il ne pouvait être retenu coupable des crimes commis. La Chambre précise que cette décision ne signifie pas que des crimes n'ont pas été commis à Bogoro, ni que l'accusé est innocent, mais simplement que les preuves était insuffisantes pour le condamner.
Le 21 décembre 2012, il est libéré en attendant la procédure d'appel. 
Le 27 février 2015, Mathieu Ngudjolo Chui est définitivement acquitté par la Cour pénale internationale. Cette décision est adoptée à la majorité, deux juges ayant exprimé une opinion dissidente conjointe.